# KCNE2
KCNE2 es un gen humano que codifica para un canal de potasio activado por voltaje perteneciente a la familia relacionada con Isk. El gen está relacionado con el síndrome del QT largo.